# Район Кавасакі
35°31′46″ пн. ш. 139°42′12″ сх. д. / 35.52944° пн. ш. 139.70333° сх. д.
Райо́н Каваса́кі (яп. 川崎区, かわさきく, МФА: [kawasakʲi ku̥], «Кавасацький район») — район міста Кавасакі префектури Канаґава в Японії. Станом на 1 квітня 2009 площа району становила 39,21 км². Станом на 1 липня 2011 населення району становило 217 447 осіб.